# آمباتوندرازاکا
آمباتوندرازاکا (Ambatondrazaka) یکی از ۵ ناحیه منطقه آلائوترا-مانگورو واقع در کشور ماداگاسکار می باشد. مرکز این ناحیه آمباتوندرازاکا است.